# Domingo María Mezzadri
Domingo María Mezzadri (San Rocco al Porto, Lombardía; 30 de enero de 1867-Chioggia, Véneto; 8 de diciembre de 1930) fue un obispo católico italiano. Fue nombrado obispo del Diócesis de Chioggia el 2 de julio del 1920.

## Biografía

### Formación y sacerdocio
Realizó sus estudios inferiores en el seminario local de la diócesis de Lodi y fue ordenado padre en 1889. Fue párroco en tres parróquias de su diócesis.
El 2 de julio de 1920, el papa Benedicto XV lo nombró obispo de la Diócesis de Chioggia. Fue consagrado obispo en su última parroquia de Sant'Angelo Lodigiano el 22 de agosto de 1920 por Pietro Zanolini, obispo de Lodi.
Durante su ministerio como obispo celebró el primer Congreso Eucarístico diocesano, en 1923, y proclamò dos visitas pastorales, en 1922 y 1930. En 1927 reabrió al culto de la iglesia de San Miguel en Brondolo y en 1935 consagró la pequeña iglesia de los capuchinos en el cementerio de Chioggia.
Estaba siempre atento a los problemas sociales y laborales, estableció un consejo diocesano del movimiento católico, con la intención de solicitar la conciencia pública sobre diversos temas, como la asistencia a los estudiantes católicos, la presencia católica en el mundo del trabajo, y el fortalecimiento del movimiento económico y social.
Llevó a la diócesis hasta su muerte el 8 de diciembre de 1936. Fue enterrado en la catedral diocesana junto a sus predecesores.